# Reichardt Fux
Reichardt Fux (* 1654 in Eggenburg, Niederösterreich; † 4. September 1699 in Kaisersteinbruch, Ungarn, heute Burgenland) war ein österreichischer Steinmetzmeister des Barocks.

## Leben
Fux erlernte das Steinmetzhandwerk beim Eggenburger Meister Paul Strickner, die Freisprechung erfolgte am 7. August 1672.

## Richteramt
Meister Fux heiratete 1690 Catharina, Tochter von Antonius Pery und Ehefrau Anna Catharina, geborene Retacco. Da ihre Eltern in den Türkenkriegen verstorben waren, stand sie mit einem halben Steinbruch samt Haus im Grundbuch. Nach Ableben des Richters Ambrosius Ferrethi am 22. Februar 1696 wurde nicht einem der beiden Schwiegersöhne Martin Trumler oder Giovanni Battista Passerini die Nachfolge übertragen, sondern mit Reichardt Fux erhielt der erste deutsche Meister im kaiserlichen Steinbruch am Leithaberg das Richteramt.

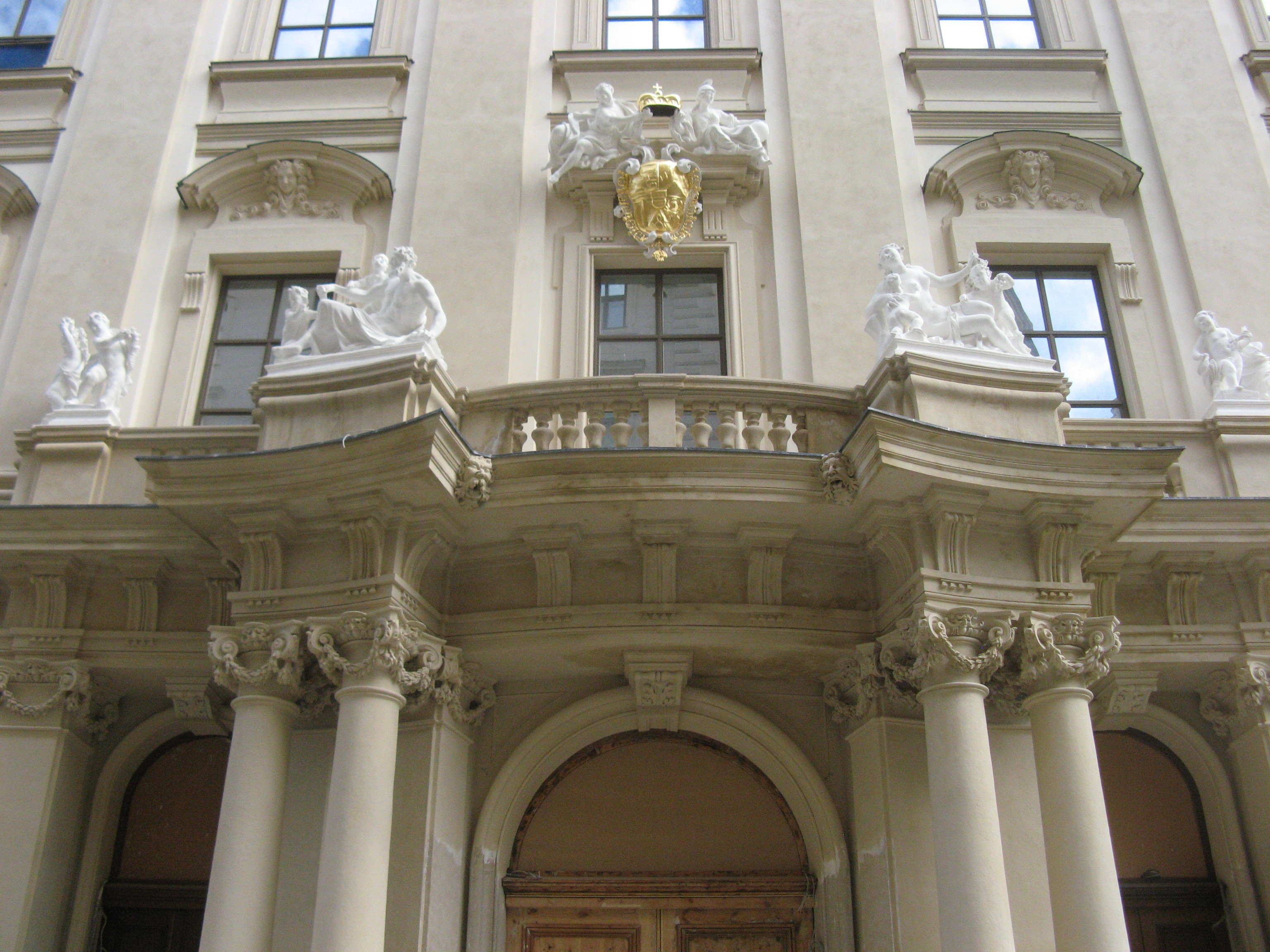
Stadtpalais Liechtenstein, Portal Bankgasse
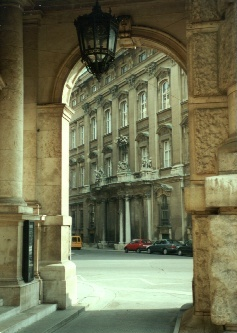
Blick zum Stadtpalais Liechtenstein
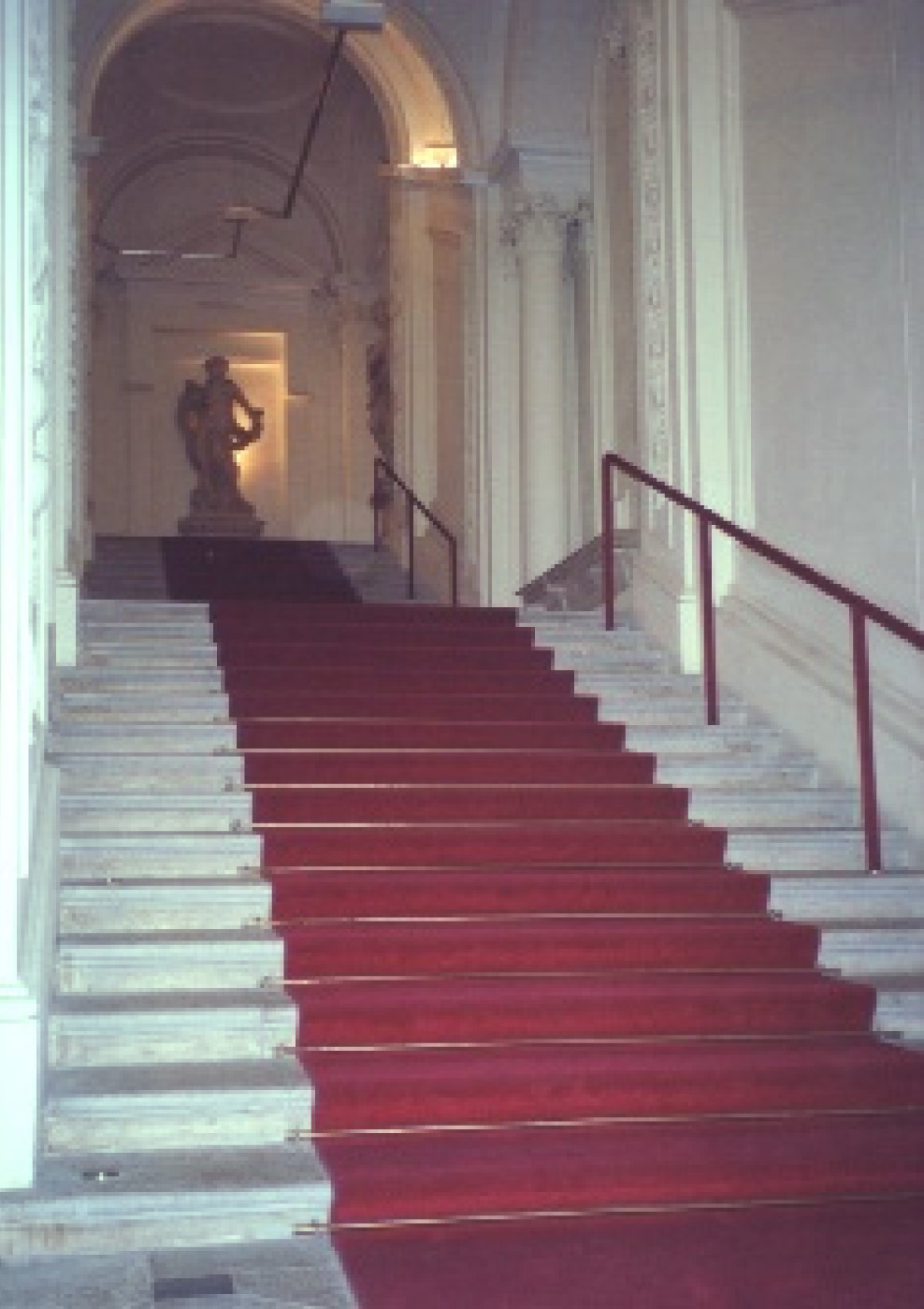
Prunkstiege
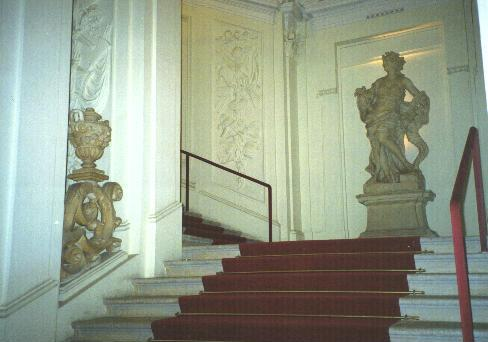
Detail
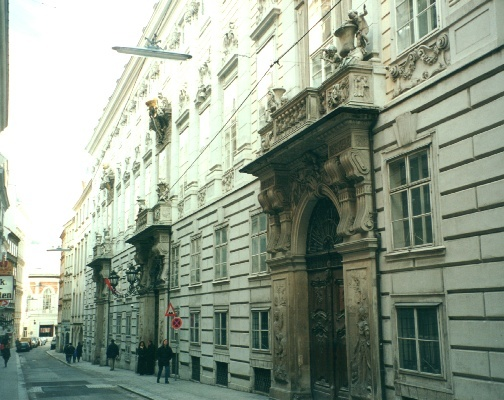
Stadtpalais des Prinzen Eugen
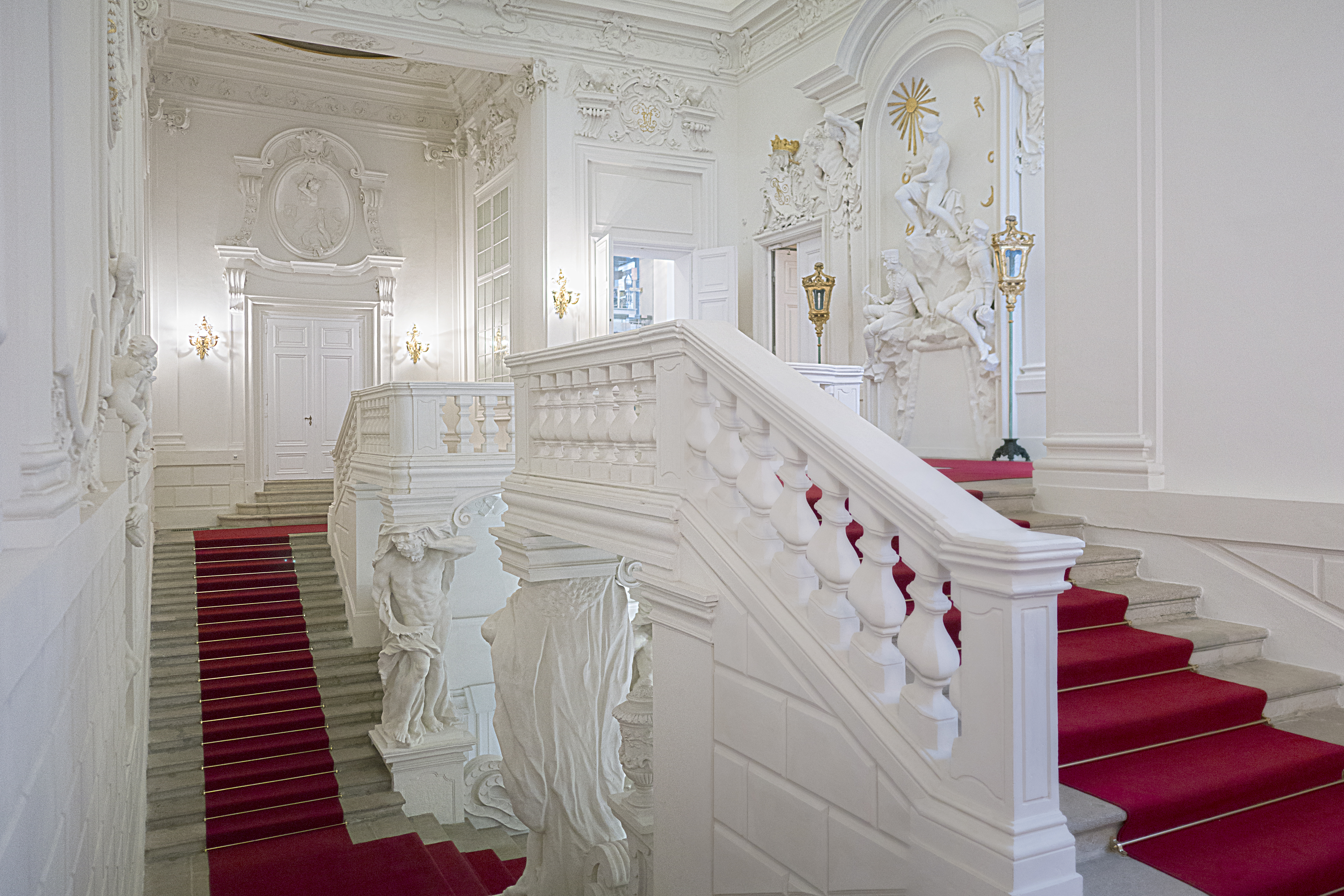
Prunkstiege
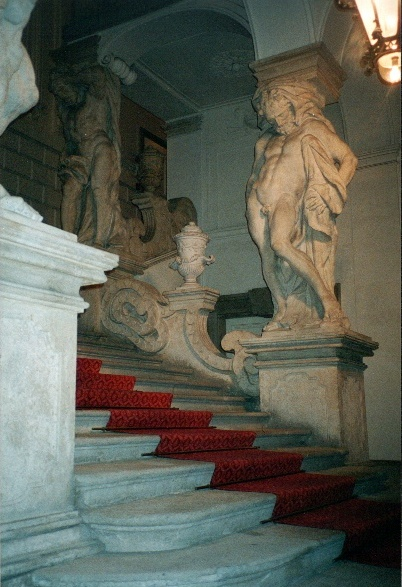
Detail

## Die Meister des Kaisersteinbrucher Steinmetzhandwerkes
Fux amtierte als Richter von 1696 bis 1699, seine Mitmeister dieser Jahre im Handwerk der Steinmetzen und Maurer in Kaisersteinbruch waren Johann Georg Haresleben, Ambrosius Hutter, Johann Baptist Kral, Giovanni Battista Passerini, Martin Trumler.

### Steuerliste 1699
In der Steuerliste 1699 war Fux mit einem Steinbruch, einem Haus und vier Kühen eingetragen.
Reichardt Fux verstarb am 4. September 1699. Nachfolger wurde Giovanni Battista Passerini. Sein Epitaph befand sich in der Kaisersteinbrucher Kirche, jetzt ist er in Privatbesitz.
Die Inschrift lautet:
MEISTER REICHARDT FUX / GEWESTER RICHTER INS VIERTE JAHR / .. 46 JAHR .. / ENDSCHLAFFEN AM 4DEN SEBDEMBER ANNO 1699 / GOTT VERLEIHE IME EIN FROLIGE AUFERSTEHUNG UND UNS ALLEN EIN SELIGES ENDE. AMMEN.
Catharina Fuxin, die 26-jährige Witwe, heiratete am 23. November 1700 in der Schottenkirche zu Wien den in Wien wohnhaften Eggenburger Steinmetzgesellen Johann Paul Schilck, der zu diesem Zeitpunkt 34 Jahre alt war. Einer der Trauzeugen war der Lehrherr des Bräutigams Meister Johann Carl Trumler. Sie überschrieb aus dem Erbe ihrem Bruder, Meister Johannes Pery, ein Stockgebäude mit zwei Zimmern. Jacob Fux, Sohn des verstorbenen Richters Reichardt Fux, dingte 1703 bei Meister Johannes Pery als Steinmetz-Lehrjunge auf.

## Werke
- 1691–1694: Stadtpalais Liechtenstein, mit Ferrethi-Familienclan. Portale, Säulen usw. aus Kaiserstein.
- 1694–1698: Stadtpalais des Prinzen Eugen, Architekt Johann Bernhard Fischer von Erlach, Steinmetzaufträge für Johann Thomas Schilck, Wiener Steinmetzmeister mit Eggenburger Herkunft. Arbeiten in Kaiserstein – Prunktreppe, Säulen, Pilaster, Stufensteine usw. Meister Reichardt Fux. Bildhauer Giovanni Giuliani

## Archivalien
- Archiv des Kunsthistorischen Museums Wien: Hofkünstler und Handwerker.
- Wiener Stadt- und Landesarchiv: Steinmetzakten.
- Stift Heiligenkreuz: Archiv, Kirchenbücher, Register, Testament von Reichardt Fux: Arbeiten für Fürst Liechtenstein.